# Shoot Magazine
Shoot is een Belgisch fotografiemagazine dat sinds 2009 wordt uitgegeven. Het richt zich op zowel amateur- als professionele fotografen en behandelt uiteenlopende onderwerpen binnen de fotografie.

## Basisinformatie
- Naam: Shoot Magazine
- Type: Fotografie
- Oprichtingsdatum: 21 april 2009
- Oprichters: Minoc Business Press
- Uitgever: Minoc Business Press, Minoc Media Services, Minoc Data Services, Blue Pixl Media
- Frequentie: 6 keer per jaar (waarvan twee dubbelnummers)
- Taal: Nederlands
- Formaat: Papieren en digitale uitgave

## Geschiedenis en ontwikkeling
Shoot werd in 2009 opgericht als onderdeel van Minoc Business Press, met Erik De Rycke als hoofdredacteur en in samenwerking met Belgiumdigital, een toonaangevend forum binnen de Belgische fotografiewereld. In de loop der jaren heeft het magazine zich ontwikkeld qua stijl en inhoud, met een focus op diepgaande artikelen, interviews en technische reviews.
Op 1 oktober 2013 ging Minoc Business Press, de uitgever van Shoot, failliet. Eind augustus 2013 was het Nederlandse moederbedrijf HUB Uitgevers al failliet gegaan, om begin september 2013 al een doorstart te maken als Reshift Digital zonder de Belgische uitgaves. Eind oktober 2014 maakte het failliete Minoc Business Press een doorstart onder de naam Minoc Media Services.
In 2018 ging ook Minoc Media Services failliet en werd opnieuw een doorstart gemaakt, ditmaal als Minoc Data Services. Pascal Gerrits werd aangesteld als de nieuwe hoofdredacteur van Shoot Magazine. Hij werd verantwoordelijk voor de redactionele planning en productie van het fotomagazine en de bijbehorende website. Gerrits had eerder ruime ervaring opgedaan als hoofdredacteur van verschillende ICT- en fotomagazines.
In 2020 werd Minoc Data Services omgevormd tot Blue Pixl Media.
In 2022 nam Sven Van Herck de rol van hoofdredacteur over van Gerrits. Van Herck had al ervaring binnen Blue Pixl Media, waar hij onder andere werkte voor technologiewebsites TechPulse en TechRadar en het computerblad Clickx. Hij was bovendien al vier jaar actief als redacteur bij Shoot, waar hij workshops, reviews en begeleidende beelden verzorgde.
Met zijn achtergrond in marketing en nieuwe media wil Van Herck niet alleen het magazine verder ontwikkelen, maar ook de online aanwezigheid van het merk vergroten. "Na 13 jaar Shoot en bijna 100 nummers is het een hele eer om de leiding van het grootste fotoblad van België over te nemen. Het merk is in die periode gegroeid door de inspanningen van mijn voorgangers, maar zou nergens staan zonder de bijdrage van de vele fotografen, vaste medewerkers en partners zoals Belgiumdigital. Samen zijn zij Shoot en ik kijk er naar uit om hun werk steeds opnieuw om te zetten in een fantastisch magazine," aldus Van Herck. "Tegelijkertijd heeft Shoot.be ook de kans om elke dag het verschil te maken met waardevolle content die het blad aanvult en ook daar willen we volop op inzetten."
Shoot 97, het eerste nummer onder leiding van Van Herck, verscheen op 26 juli 2022.

## Inhoud
Het magazine richt zich op amateurfotografen, professionals en hobbyisten. De belangrijkste thema’s en onderwerpen die in Shoot worden behandeld, zijn:
- Fotografie-technieken
- Reviews van camera’s en accessoires
- Interviews met fotografen
- Exposities en fotografie-evenementen
- Portfolio-analyses

Het magazine publiceert interviews met bekende fotografen en analyseert belangrijke fotografie-producten en trends. Shoot heeft een sterke online aanwezigheid via eigen website en sociale media-kanalen zoals Instagram en Facebook.

## Online en printpublicatie
Shoot is zowel als papieren magazine als digitaal beschikbaar. Oude edities kunnen worden geraadpleegd via het archief (Jaararchief).